# 義娘と焼肉
『義娘と焼肉』（むすめとやきにく）は、原作：花形怜、作画：才谷ウメタロウによる日本の漫画。『週刊漫画TIMES』（芳文社）にて、2023年5月12・19日合併号（4月28日発売）から2024年8月23・30日合併号（2024年8月9日発売）まで連載された。
『本日のバーガー』、『パスタの流儀』に続く花形原作、才谷作画によるグルメ漫画である。

## あらすじ
結婚して妻と義娘との三人で団地に暮らす牛塚廉。
家族になって数カ月が経っても義娘との心の距離が縮まらないことに悩んだ廉は、自宅での「おうち焼肉」を通して親子の仲を深めようと奮闘する。

## 書誌情報
- 花形怜（原作）・才谷ウメタロウ（画）『義娘と焼肉』芳文社〈芳文社コミックス〉、全4巻
  1. 2023年10月16日発売[4]、ISBN 978-4-8322-0334-1
  2. 2024年2月16日発売[4]、ISBN 978-4-8322-0371-6
  3. 2024年6月14日発売[4]、ISBN 978-4-8322-0411-9
  4. 2024年10月16日発売[4]、ISBN 978-4-8322-0444-7